# 斯洛特爾-伯納姆彗星
斯洛特爾-伯納姆彗星（56P/Slaughter–Burnham）是一顆週期彗星，週期為11.54年。
斯洛特爾-伯納姆彗星是由亞利桑那州弗拉格斯塔夫洛厄爾天文台的查爾斯·斯勞特和小羅伯特·伯納姆於1959年在一次攝影調查中發現的。他們在1958年12月10日曝光的一張底片上發現了這顆彗星，其亮度微弱，為16等。 透過連續幾天監測其運動，伊麗莎白·羅默爾計算出斯洛特爾-伯納姆彗星的軌道，表明近日點為1958年8月4日，軌道周期為 11.18 年。
隨後，斯洛特爾-伯納姆彗星於1970年、1981年、1993年、2005年和2016年皆被天文學家成功觀測到。下一次近日點將在2027年12月19日。
根據凱克天文台的觀測，彗星核心的半徑為1.55公里。

## 延伸閱讀
- No. 146 The Orbit of Comet Burnham-Slaught 1958e-1959I by G. Van Biesbroeck （页面存档备份，存于）

## 外部連結
- 斯洛特爾-伯納姆彗星 at the JPL Small-Body Database
  - Close approach · Discovery · Ephemeris · Orbit diagram · Orbital elements · Physical parameters

- 56P/Slaughter-Burnham （页面存档备份，存于） – Seiichi Yoshida @ aerith.net